# Чжан Бидэ, Иоанн
Иоанн Чжан Бидэ (кит. 张弼德, 12.01.1893 г., провинция Хэбэй, Китай — 1976 г., Германия) — епископ Римско-Католической Церкви, первый епископ католической епархии Чжаосяня, кафедру которой занимал с 11 апреля 1946 года по 13 февраля 1953 год.

## Биография
22 декабря 1917 года был рукоположён в священника. 11 января 1932 года Святой Престол назначил его апостольским викарием апостольской префектуры Чжаосяня и титулярным епископом Антипиргоса. 24 апреля 1932 года состоялось рукоположение Иоанна Чжана Бидэ в епископа, которое совершил апостольский викарий апостольского викариата Юго-Западного Чили епископ Франциск Хубертус Шравен в сослужении с апостольским викарием апостольского викариата Аньго епископом Мельхиором Сунь Дэчжэнем и апостольским викарием апостольского викариата Баотинфу епископом Иосифом Чжоу Цзиши.
В 1932 году апостольская префектура Чжаосяня была преобразована в апостольский викариат Чжаосяня. 11 апреля 1946 году апостольский викариат Чжаосяня был преобразован епархию Чжаосяня и Иоанн Чжан Бидэ был назначен ординарием этой епархии. Руководил епархией Чжаосяня до 1951 года, когда Ватикан назначил его апостольским администратором епархии Тяньцзинь. В 1951 году был депортирован в Германию коммунистическими властями Китая. Из Германии руководил своей епархией до 13 февраля 1953 года, когда Святой Престол освобил его от занимаемой кафедры Чжаосяня и назначил его титулярным епископом Панемотикуса.
Умер в Германии в 1976 году в возрасте 83 лет.

## Источник
- Catholic Hierarchy (англ.)